# Injaculation
Ne doit pas être confondu avec Éjaculation rétrograde.
 (juillet 2007).
Si vous disposez d'ouvrages ou d'articles de référence ou si vous connaissez des sites web de qualité traitant du thème abordé ici, merci de compléter l'article en donnant les références utiles à sa vérifiabilité et en les liant à la section « Notes et références ».
L'injaculation est une technique qui permettrait d'obtenir un orgasme masculin, sans éjaculation et sans période réfractaire. 
L'injaculation est distincte de l'éjaculation rétrograde, une forme d'anéjaculation qui peut avoir lieu s'il existe une défaillance au niveau du col de la vessie. En effet, le sperme, au moment de la mise en pression, est expulsé non pas vers l'urètre, mais vers la vessie. Il en résulte une absence d'écoulement de sperme au niveau du méat urétral faisant évoquer le diagnostic d'anéjaculation. Le sperme se dilue dans les urines et est éliminé lors de la miction suivante.

## Objectif
Correctement pratiquée, l'injaculation permet d'avoir un orgasme sans aucune émission externe de sperme. Cette technique permettrait à un homme d'avoir des orgasmes multiples rapprochés, de les intensifier, de prolonger leur durée et de ne pas provoquer de chute de testostérone consécutive à l'éjaculation, ce qui préserverait alors « l'énergie vitale masculine ». Une étude sur les orgasmes multiples masculins appuie le fait que l'entraînement à avoir un orgasme sans éjaculation pourrait, parmi d'autres méthodes, amener l'homme à des orgasmes multiples.

## Techniques
Fonctionnellement, l'injaculation consiste à empêcher la contraction des muscles striés du périnée pendant la deuxième phase de l'éjaculation. Le sperme reste dans une portion intermédiaire de son trajet, au niveau de l'ampoule du canal déférent. 
Pour cela, il existe plusieurs techniques :
- trouver un certain point, nommé point Jen-Mo ou point Hui Yin (périnée), situé entre l’anus et le scrotum, et y appliquer une compression durant l'orgasme ;
- contracter les muscles du périnée et aspirer l'énergie contenue dans le bassin par la méditation. Cette technique est décrite dans le sex-tao, ou kung-fu sexuel, une branche taoïste de la médecine traditionnelle chinoise[4].

## Risque
La stagnation des spermatozoïdes peut entraîner la sécrétion de facteurs pro-nécrotiques voire l'apparition de phénomènes de spermiophagie active.